# Gewichtheffen op de Olympische Zomerspelen 2016
Gewichtheffen is een van de sporten die beoefend werden op de Olympische Zomerspelen 2016 in Rio de Janeiro, Brazilië. De wedstrijden werden van 6 tot en met 16 augustus gehouden in Riocentro. De mannen kwamen uit in acht gewichtsklassen, de vrouwen in zeven.

## Kwalificatie
Er mochten maximaal 260 gewichtheffers deelnemen, 156 mannen en 104 vrouwen. Een Nationaal Olympisch Comité mocht maximaal zes mannen en vier vrouwen afvaardigen, met hooguit twee deelnemers per gewichtsklasse. Via kwalificatie werden er 147 startbewijzen bij de mannen vergeven en 98 bij de vrouwen. Tien startbewijzen (zes bij de mannen en vier bij de vrouwen) werden na afloop van de kwalificatieronden als wildcard uitgereikt door het IOC c.q. IWF via de olympische tripartitecommissie. Gastland Brazilië had het recht op ten minste vijf startbewijzen, drie bij de mannen en twee bij de vrouwen.

## Medailles

### Mannen
| Onderdeel            | Goud | Goud                | Zilver | Zilver            | Brons | Brons                |
| -------------------- | ---- | ------------------- | ------ | ----------------- | ----- | -------------------- |
| Bantam (–56 kg)      | CHN  | Long Qingquan       | PRK    | Om Yun-chol       | THA   | Sinphet Kruaithong   |
| Veder (–62 kg)       | COL  | Óscar Figueroa      | INA    | Eko Yuli Irawan   | KAZ   | Farchad Charki       |
| Licht (–69 kg)       | CHN  | Shi Zhiyong         | TUR    | Daniyar Ismayilov | COL   | Luis Javier Mosquera |
| Midden (–77 kg)      | KAZ  | Nijat Rahimov       | CHN    | Lyu Xiaojun       | EGY   | Mohamed Mahmoud      |
| Lichtzwaar (–85 kg)  | IRI  | Kianoush Rostami    | CHN    | Tian Tao          | ROU   | Gabriel Sîncrăian    |
| Middenzwaar (–94 kg) | IRI  | Sohrab Moradi       | BLR    | Vadzim Straltsov  | LTU   | Aurimas Didžbalis    |
| Zwaar (–105 kg)      | UZB  | Roeslan Noeroedinov | ARM    | Simon Martirosyan | KAZ   | Aleksandr Zaitsjikov |
| Superzwaar (+105 kg) | GEO  | Lasja Talachadze    | ARM    | Gor Minasyan      | GEO   | Irakli Turmanidze    |

### Vrouwen
| Onderdeel           | Goud | Goud             | Zilver | Zilver                | Brons | Brons            |
| ------------------- | ---- | ---------------- | ------ | --------------------- | ----- | ---------------- |
| Vlieg (–48 kg)      | THA  | Sopita Tanasan   | INA    | Sri Wahyuni Agustiani | JPN   | Hiromi Miyake    |
| Veder (–53 kg)      | TPE  | Hsu Shu-ching    | PHI    | Hidilyn Diaz          | KOR   | Yoon Jin-hee     |
| Licht (–58 kg)      | THA  | Sukanya Srisurat | THA    | Pimsiri Sirikaew      | TPE   | Kuo Hsing-chun   |
| Midden (–63 kg)     | CHN  | Deng Wei         | PRK    | Choe Hyo-sim          | KAZ   | Karina Gorisjeva |
| Lichtzwaar (–69 kg) | CHN  | Xiang Yanmei     | KAZ    | Zjazira Zjapparkoel   | EGY   | Sara Ahmed       |
| Zwaar (–75 kg)      | PRK  | Rim Jong-sim     | BLR    | Darya Naumava         | ESP   | Lidia Valentín   |
| Superzwaar (+75 kg) | CHN  | Meng Suping      | PRK    | Kim Kuk-hyang         | USA   | Sarah Robles     |

### Medaillespiegel
| Plaats | Land             | NOC    | Goud | Zilver | Brons | Totaal |
| ------ | ---------------- | ------ | ---- | ------ | ----- | ------ |
| 1      | China            | CHN    | 5    | 2      | 0     | 7      |
| 2      | Thailand         | THA    | 2    | 1      | 1     | 4      |
| 3      | Iran             | IRI    | 2    | 0      | 0     | 2      |
| 4      | Noord-Korea      | PRK    | 1    | 3      | 0     | 4      |
| 5      | Kazachstan       | KAZ    | 1    | 1      | 3     | 5      |
| 6      | Colombia         | COL    | 1    | 0      | 1     | 2      |
| 6      | Georgië          | GEO    | 1    | 0      | 1     | 2      |
| 6      | Chinees Taipei   | TPE    | 1    | 0      | 1     | 2      |
| 9      | Oezbekistan      | UZB    | 1    | 0      | 0     | 1      |
| 10     | Armenië          | ARM    | 0    | 2      | 0     | 2      |
| 10     | Wit-Rusland      | BLR    | 0    | 2      | 0     | 2      |
| 10     | Indonesië        | INA    | 0    | 2      | 0     | 2      |
| 13     | Filipijnen       | PHI    | 0    | 1      | 0     | 1      |
| 13     | Turkije          | TUR    | 0    | 1      | 0     | 1      |
| 15     | Egypte           | EGY    | 0    | 0      | 2     | 2      |
| 16     | Spanje           | ESP    | 0    | 0      | 1     | 1      |
| 16     | Japan            | JPN    | 0    | 0      | 1     | 1      |
| 16     | Zuid-Korea       | KOR    | 0    | 0      | 1     | 1      |
| 16     | Litouwen         | LTU    | 0    | 0      | 1     | 1      |
| 16     | Roemenië         | ROU    | 0    | 0      | 1     | 1      |
| 16     | Verenigde Staten | USA    | 0    | 0      | 1     | 1      |
| Totaal | Totaal           | Totaal | 15   | 15     | 15    | 45     |